# Schellnberg
Der Schellnberg (595 m) ist ein Berg im Bayerischen Wald nordwestlich von Perasdorf und liegt im Naturpark Bayerischer Wald. Er ist großteils bewaldet.
Nächste benachbarte höhere Berge sind nordöstlich der Rottensdorfer Berg (615 m), südöstlich der Lindberg (635 m) und nördlich der Urberberg (614 m). Der Buchenberg im Westen ist mit einer Höhe von 593 m fast gleich hoch.